# Midtfyn Provsti
Midtfyn Provsti er et provsti i Fyens Stift. Provstiet bestod indtil 2007 af de tidligere Ringe, Ryslinge, Årslev og Ørbæk Kommuner. Enkelte sogne er flyttet til Nyborg Provsti, og resten ligger nu i Faaborg-Midtfyn Kommune.
Midtfyn Provsti består af 18 sogne med 18 kirker, fordelt på 11 pastorater.

## Pastorater
| Pastorater i Midtfyn Provsti      | Pastorater i Midtfyn Provsti | Pastorater i Midtfyn Provsti        |
| --------------------------------- | ---------------------------- | ----------------------------------- |
| Espe-Vantinge-Hillerslev Pastorat | Gislev-Ellested Pastorat     | Rolfsted-Søllinge-Hellerup Pastorat |
| Herringe-Gestelev Pastorat        | Kværndrup Pastorat           | Nørre Lyndelse Pastorat             |
| Nørre Søby-Heden Pastorat         | Ringe Pastorat               | Ryslinge Pastorat                   |
| Sønder Højrup-Årslev Pastorat     | Sønder Nærå Pastorat         |                                     |

## Sogne
| Sogne i Midtfyn Provsti | Sogne i Midtfyn Provsti | Sogne i Midtfyn Provsti |
| ----------------------- | ----------------------- | ----------------------- |
| Espe Sogn               | Gestelev Sogn           | Gislev Sogn             |
| Heden Sogn              | Hellerup Sogn           | Herringe Sogn           |
| Hillerslev Sogn         | Kværndrup Sogn          | Nørre Lyndelse Sogn     |
| Nørre Søby Sogn         | Ringe Sogn              | Rolfsted Sogn           |
| Ryslinge Sogn           | Søllinge Sogn           | Sønder Højrup Sogn      |
| Sønder Nærå Sogn        | Vantinge Sogn           | Årslev Sogn             |